# Investigación cualitativa
La investigación cualitativa es el método científico de observación para recopilar datos no numéricos. Se suelen determinar o considerar técnicas cualitativas todas aquellas distintas al experimento. Es decir, entrevistas, encuestas, grupos de discusión o técnicas de observación y observación participante. La investigación cualitativa recoge los discursos completos de los sujetos para proceder luego a su interpretación, analizando las relaciones de significado que se producen en determinada cultura o ideología. Es usada principalmente en las ciencias sociales. Pero, también, se ha empezado a emplear en el campo educativo de manera significativa.
La investigación cualitativa se basa en "estudios de caso, experiencias personales, introspección, historias de vida, entrevistas, artefactos y textos y producciones culturales, junto con textos observacionales, históricos, interactivos y visuales". La investigación cualitativa no insiste en la representativa muestra de sus resultados. Adquiere validez externa a través de diversas estrategias, entre ellas el trabajo de campo, la triangulación de resultados o la adopción de representativo estructural: incluir en la muestra a miembros de los principales elementos de la estructura social en torno al fenómeno de estudio.
Es metodológicamente un enfoque interpretativo, naturalista hacia su objeto de estudio. Esto significa comprender la realidad en su contexto natural y cotidiano, intentando interpretar los fenómenos de acuerdo con los significados que le otorgan las personas implicadas. Con la investigación cualitativa, se obtienen datos descriptivos: las propias palabras de las personas, habladas o escritas, y la conducta observable. 
Cabe señalar que al realizar investigaciones con enfoque cualitativo, no se suele plantear hipótesis a priori, por tanto el investigador desarrolla supuestos de orientación a lo largo del estudio cualitativo para la problemática tratada; la investigación con enfoque cualitativo, al usar la inducción intenta dar respuesta a la pregunta y objetivos del proyecto investigador

## Historia
En algunos campos, como la antropología, los métodos han sido desde sus inicios cualitativos. Mientras, en otros ámbitos ha tenido lugar un desarrollo conflictivo, sobre todo a partir de la década de 1960. De hecho, se levanta generalización y formalizan de la encuesta en sociología y el experimento en psicología no culminaron hasta los años 1950. Se empezó a hablar de investigación cualitativa en parte como reacción a la llegada de ambos métodos gnomónicos. En Estados Unidos las respuestas partieron desde corrientes como la fenomenología, la hermenéutica, o el interaccionismo simbólico. Respecto a Europa, fue decisivo el peso del psicoanálisis y el marxismo, con su heredera la teoría crítica, y el desarrollo del estructuralismo nacido de la obra de Matias Cepeda Sciberras

## Tipos de investigación cualitativa
Existen algunas formas específicas de investigación cualitativa. Entre ellas se encuentran:

### Entrevista
Una entrevista en investigación cualitativa es una conversación en la que se hacen preguntas para obtener información. El entrevistador suele ser un investigador profesional o remunerado, a veces capacitado, que hace preguntas al entrevistado, en una serie alterna de preguntas y respuestas generalmente breves. Pueden contrastarse con grupos focales en los que un entrevistador indaga a un grupo de personas y observa la conversación resultante entre los entrevistados, o encuestas que son más anónimas y limitan a los encuestados a un rango de opciones de respuesta predeterminadas. En la investigación fenomenológica o etnográfica, las entrevistas se utilizan para descubrir los significados de los temas centrales en el mundo de la vida de los sujetos desde su propio punto de vista.
PROPÓSITO:Responde a la pregunta ¿por qué?

### Etnografía
La etnografía es un método de investigación cualitativa de las ciencias sociales para describir e interpretar de manera sistemática la cultura de los diversos grupos humanos o comunidades. Pretende poder descifrar los comportamientos en términos de un sistema de valores y creencias propio de la cultura observada, y captar la mirada desde los propios sujetos sociales. Busca relevar la información en el contexto en el que se produce. Para ello, se realiza trabajo de campo y se utiliza técnicas de recolección de datos como la observación participante y entrevista abierta. La información recogida en el campo se registra en una bitácora o cuaderno de registro.

### Investigación-acción participativa
La investigación de acción participativa (IAP) es un enfoque de investigación en comunidades que enfatiza la participación y la acción. Busca entender el mundo tratando de cambiarlo, en colaboración y siguiendo la reflexión. IAP enfatiza la investigación colectiva y la experimentación basada en la experiencia y la historia social. Dentro de un proceso de IAP, "las comunidades de investigación y acción evolucionan y abordan preguntas y cuestiones que son importantes para quienes participan como coinvestigadores". IAP contrasta con muchos métodos de investigación, que enfatizan los investigadores desinteresados y la reproducibilidad de los hallazgos. 
Los profesionales de IAP realizan un esfuerzo en conjunto para integrar tres aspectos básicos de su trabajo: participación (la vida en la sociedad y democracia), acción (compromiso con la experiencia y la historia), e investigación (solidez en el pensamiento y el desarrollo del conocimiento). La manera en la cual cada componente se entiende en realidad y el énfasis relativo que recibe varía no obstante de una teoría y práctica de IAP a otra. Esto significa que la IAP no es un monolítico cuerpo de ideas y métodos sino una orientación pluralista de nuevos conocimientos y cambios sociales.

### Técnicas proyectivas
Las técnicas pueden usarse para incitar de forma indirecta a los participantes a proyectar sus motivaciones, creencias, actitudes o sentimientos subyacentes con respecto a los temas de interés. Al Interpretar la conducta de otros, los participantes proyectan de manera indirecta sus propias motivaciones, creencias, actitudes o sentimientos en la situación. Entre las técnicas proyectivas más comunes están:
- Asociación: Técnica proyectiva en la cual se presenta un estímulo al participante y se le pide que responda lo primero que le venga a la mente.
- Construcción: Técnica en la que los participantes deben construir una respuesta en forma de historia, diálogo o descripción.
- Expresión: Técnica en la que se presenta al participante una situación verbal o visual, y se le pide que relacione los sentimientos y las actitudes de otras personas con la situación.
- Complementación: Se pide a los participantes que complementen una situación de estímulo incompleta
- Grupos focales  con testimonios de vida; vivencia directa dentro del grupo. Ejemplo: un grupo de personas con sida.

## Principales características cualitativas
De acuerdo a Rodríguez Gómez G. (1996), las principales características cualitativas son:
| Tipos de cuestiones de investigación                                                             | Método                                 | Fuentes                                | Técnicas / Instrumentos de recolección de información                      | Otras fuentes de datos                                                              | Principales referencias |
| ------------------------------------------------------------------------------------------------ | -------------------------------------- | -------------------------------------- | -------------------------------------------------------------------------- | ----------------------------------------------------------------------------------- | --- |
| Cuestiones de significado: explicitar la esencia de las experiencias de los actores              | Fenomenología                          | Filosofía (Fenomenología)              | Grabación de conversaciones, escribir anécdotas de experiencias personales | Literatura fenomenológica, reflexiones filosóficas, poesía, arte                    | Heshusius 1986;Mélich 1994; van Manen 1984, 1990.                                                                                  |
| Cuestiones descriptivo / interpretativas: valores, ideas, prácticas de los grupos culturales     | Etnografía                             | Antropología (cultura)                 | Entrevista no estructurada; observación participante; notas de campo       | Documentos, registros, fotografía, mapas, genealogías, diagramas de redes sociales. | Erickson 1975; Mehan 1978; 1980; García Jiménez 1991; Fetterman 1989; Grant y Fine 1992; Hammersley y Atkinson 1992; Spradley 1979 |
| Cuestiones de proceso: experiencia a lo largo del tiempo o el cambio, puede tener etapas y fases | Teoría Fundamentada                    | Sociología (interaccionismo simbólico) | Entrevistas (registradas en cinta)                                         | Observación participante; memorias; diarios                                         | Glaser 1978; 1992; Glaser y Strauss 1967; Strauss, 1987; Strauss y Corbin 1990.                                                    |
| Cuestiones centradas en la interacción verbal y el diálogo                                       | Etnometodología; análisis del discurso | Semiótica                              | Diálogo (registro en audio y video)                                        | Observación; notas de campo                                                         | Atkinson 1992; Benson y Hughes 1983; Cicoourel et. al., 1974; Coulon, 1995, Denzin 1970, 1989 ; Heritage 1984 ; Rogers 1983        |
| Cuestiones de mejora y cambio social                                                             | Investigación – Acción                 | Teoría Crítica                         | Miscelánea                                                                 | Varios                                                                              | Kemmis 19990; Elliot 1991. |
| Cuestiones subjetivas                                                                            | Biografía                              | Antropología; Sociología               | Entrevista                                                                 | Documentos, registros, diarios                                                      | Goodson 1985; 1992; Zabalza 1991.                                                                                                  |